# Pfüati Gott Elisabeth
Pfüati Gott Elisabeth (bairisch, hochdeutsch etwa „Auf Wiedersehen, Elisabeth“) ist ein Lied der deutschen Rock-’n’-Roll-Band Spider Murphy Gang aus dem Jahr 1984.

## Entstehung und Veröffentlichung
Geschrieben wurde der Titel vom Frontsänger Günther Sigl, für die Produktion zeichneten Harald Steinhauer und Armand Volker verantwortlich. Die Erstveröffentlichung erfolgte als Single im Januar 1984 bei Electrola. Diese erschien als 7″-Single mit einer Liveversion zu Sommer in der Stadt als B-Seite (Katalognummer: 14 6874 7) sowie als 12″-Single (Katalognummer: 14 6874 6). Im gleichen Jahr erschien es als Teil des Livealbums Scharf wia Peperoni (Katalognummer: 40 795 7).
Um das Lied zu bewerben, erfolgte am 31. März 1984 ein Liveauftritt in der ZDF-Hitparade. Ein weiterer Liveauftritt folgte am 17. Januar 1985 in der Superhitparade.

## Inhalt
Der in bairischer Sprache geschriebene Text erzählt aus der Sicht eines männlichen lyrischen Ichs, welches mehrere Frauen mit Namen anspricht und ihnen von seinem Abschied kund tut. Zusätzlich sagt es, dass sie nicht weinen müssten, da nie eine echte Beziehung in Planung gewesen sei. Es handelt sich also um einen Mann, der mehrere Affären am Laufen hatte und diese nun aufgibt.

„Pfüati Gott
 Adelgund
 Hast mi busselt mit deim Honigmund
 Oh oh oh, es war so schee
 Pfüati Gott
 Erika
 Mit dir war’s einfach wunderbar
 Oh oh oh, jetzt muaß i geh
 I hab doch nix von Liebe gsagt
 Des müaßt i wissn
 I hab bloß gsagt, dass i di mag
 Schau mi doch net so traurig o
 Sonst plagt mi’s Gwissn -
 I hab bloß gsagt, dass i di mag
 I hab bloß gsagt, dass i di mag“

## Chartplatzierungen
| ChartsChartplatzierungen | Höchstplatzierung | Wochen |
| ------------------------ | ----------------- | ------ |
| Deutschland (GfK)        | 29 (12 Wo.)       | 12     |
| Schweiz (IFPI)           | 14 (9 Wo.)        | 9      |